# Lambo 291
El Lambo 291 fue un monoplaza de Fórmula 1 diseñado por Mauro Forghieri para uso del equipo de Modena durante la temporada 1991 de Fórmula 1. Su mejor resultado fue en el Gran Premio de Estados Unidos, cuando Nicola Larini lo llevó al séptimo lugar.

## Resultados
(Clave) (negrita indica pole position) (cursiva indica vuelta rápida)

| Año     | Equipo          | Neu. | N.º | Pilotos           | 1    | 2    | 3    | 4    | 5    | 6    | 7    | 8    | 9   | 10  | 11  | 12  | 13  | 14  | 15  | 16  | Puntos | Pos. |
| ------- | --------------- | ---- | --- | ----------------- | ---- | ---- | ---- | ---- | ---- | ---- | ---- | ---- | --- | --- | --- | --- | --- | --- | --- | --- | ------ | ---- |
| 1991    | Modena Team SpA | G    |     |                   | USA  | BRA  | SMR  | MON  | CAN  | MEX  | FRA  | GBR  | GER | HUN | BEL | ITA | POR | ESP | JPN | AUS | 0      | NC   |
| 1991    | Modena Team SpA | G    | 34  | Nicola Larini     | 7    | DNPQ | DNPQ | DNPQ | DNPQ | DNPQ | DNPQ | DNPQ | Ret | 16  | DNQ | 16  | DNQ | DNQ | DNQ | Ret | 0      | NC   |
| 1991    | Modena Team SpA | G    | 35  | Eric van de Poele | DNPQ | DNPQ | 9    | DNPQ | DNPQ | DNPQ | DNPQ | DNPQ | DNQ | DNQ | DNQ | DNQ | DNQ | DNQ | DNQ | DNQ | 0      | NC   |
| Fuente: |                 |      |     |                   |      |      |      |      |      |      |      |      |     |     |     |     |     |     |     |     |        |      |